# Дравоград
Дравоград (на словенски: Dravograd; на немски: Unterdrauburg) е град в Словения, Корошки регион, община Дравоград. Според Националната статистическа служба на Република Словения през 2015 г. градът има 3236 жители.

## Забележителности
- Стария град
- Църква „Света Вит“ от 1167 – 1171 г.
- Църква „Иван Евангелист“

## Личности

### Родени в града
- Антон Вогринец – словенски теолог
- Андрей Печник – словенски футболист
- Нейс Печник – словенски футболист